# 洛伊武什-达里贝拉
洛伊武什-达里贝拉是葡萄牙波尔图区的一个堂区。总面积2.61平方公里，总人口562人，人口密度215.3人/平方公里。